# Cyclone Vardah
Le cyclone Vardah est un cyclone tropical qui a fait au moins dix morts à Chennai (anciennement Madras) dans l'État du Tamil Nadu en Inde dans la nuit du 12 au 13 décembre 2016. Environ 18 000 personnes ont été évacuées.

## Évolution météorologique
Le système est né le 3 décembre d'une perturbation tropicale située près de la péninsule malaise qui sera classée dépression tropicale le 6 décembre. Le lendemain, elle s'est progressivement creusée en contournant les îles Andaman-et-Nicobar et transformée en tempête cyclonique le 8 décembre. Vardah se consolida le 9 décembre en une tempête tropicale sévère avant de se transformer en tempête cyclonique très sévère avec des vents soutenus sur 3 minutes de 130 km/h et une pression centrale de 975 hPa le 11 décembre. Vardah retomba dans une tempête cyclonique sévère avant de toucher la côte près de Chennai le lendemain. Selon les services météorologiques indiens, c'était le pire cyclone à frapper la capitale du Tamil Nadu en plus de 20 ans. Les rafales ont soufflé jusqu'à 140 kilomètres par heure.
Après avoir traversé le sud de l'Inde, la tempête est redescendue au niveau de dépression post-tropicale le 13 septembre dans la mer d'Arabie. Cependant, en traversant des eaux chaudes, elle redevint une dépression tropicale qui prit le nom d'ARB 02. Ce système retomba à dépression post-tropicale avant d'atteindre la Somalie.

## Impact

### Inde
Vardah a touché la côte est de l'Inde près de Chennai, Tamil Nadu, dans l'après-midi du 12 décembre 2016. Le cyclone a coûté la vie à plus de 24 personnes, déraciné environ 100 000 arbres (1 lakh) à Chennai et dans sa banlieue, endommagé considérablement les routes et les infrastructures électriques dont plus de 10 000 poteaux électriques et 800 transformateurs endommagés. Les carcasses d'environ 77 vaches furent retrouvées flottant dans un lac du district de Kanchipuram. On compta 224 routes bloquées et 24 huttes ont également été endommagées. Les transports en commun ont été sévèrement touchés par Vardah. L’aéroport international de Chennai a été fermé, laissant environ 500 passagers bloqués. Les chemins de fer indiens ont suspendu l'exploitation de l'ensemble des 17 trains en provenance de Chennai et les services ferroviaires de banlieue ont également été annulés. Les services du métro de Chennai ont également été affectés, après la mise hors tension, à titre de précaution par la TNEB.
Vardah a laissé de fortes accumulations de pluie sur les îles Andaman-et-Nicobar. Hut Bay, Petite Andaman, a enregistré 166 mm de précipitations le 6 décembre, tandis que Port Blair en a reçu 167 le lendemain. Plus de 1 400 touristes furent isolés par la dépression sur les îles Havelock et Neil de l'archipel. Ils furent évacués par la marine indienne le 9 décembre.
Dans l'Andhra Pradesh, deux personnes ont été tuées.

### Thaïlande
L'onde tropicale ayant servi de précurseur au cyclone a provoqué de graves inondations, touchant un demi-million de personnes dans les provinces du sud du pays. À la fin de la semaine, plus de 300 millimètres de précipitations avaient été enregistrés dans la province de Nakhon Si Thammarat. Vingt-et-une (21) personnes auraient été tuées à la suite des inondations et les dégâts se seraient chiffrés à environ 25 millions de dollars américains,.